# 성지루
성지루(1968년 10월 16일 ~ )는 대한민국의 배우이다.

## 생애
서울예술대학을 졸업하였다. 극단 '목화'의 단원으로 데뷔하였다.

## 일화
성지루라는 이름은 아버지께서 출산 과정이 하도 지루해서 아이가 남자아이든 여자아이든 이름을 그냥 지루라고 지으라고 대충 얼버무리는 바람에 탄생했다.

## 학력
- 서울예술대학 연극과 졸업

## 출연작

### 드라마
- 2003년 SBS 《선녀와 사기꾼》 ... 민재수 역
- 2004년 SBS 《폭풍 속으로》 ... 공수창 역
- 2004년 SBS 《파란만장 미스김 10억 만들기》 ... 조민호 역
- 2006년 MBC 《내 인생의 스페셜》 ... 백동구 역
- 2007년 MBC 《개와 늑대의 시간》 ... 변동석 역
- 2007년 SBS 《로비스트》 ... 유성식 역
- 2008년 SBS 《스타의 연인》 ... 서태석 역
- 2010년 SBS 《산부인과》 ... 준석 역 (특별출연)
- 2010년 MBC드라마넷 《별순검 시즌 3》 ... 최도곤 역
- 2010년 SBS 《부자의 탄생》 ... 우병도 역
- 2011년 KBS2 《강력반》 ... 남태식 역
- 2011년 SBS 《무사 백동수》 ... 황진기 역
- 2011년 MBC 《빛과 그림자》 ... 신정구 역
- 2012년 tvN 《막돼먹은 영애씨 시즌 11》 ... 성지루 역
- 2013년 SBS 《야왕》 ... 엄삼도 역
- 2013년 OCN 《특수사건 전담반 TEN 2》 ... 마석기 역 (특별출연)
- 2013년 MBC 《불의 여신 정이》 ... 심화령 부, 심종수 역
- 2013년 MBC 《제왕의 딸 수백향》 ... 대운 역
- 2013년 KBS2 《KBS 드라마 스페셜 - 아빠는 변태중》 ... 태중 역
- 2014년 tvN 《마녀의 연애》 ... 경비 역
- 2014년 SBS 《너희들은 포위됐다》 ... 이응도 역
- 2014년 OCN 《닥터 프로스트》 ... 남태봉 역
- 2014년 tvN 《일리있는 사랑》
- 2015년 SBS 《떴다! 패밀리》
- 2015년 KBS2 《어셈블리》 ... 변성기 역
- 2016년 웹드라마 《저스티스팀: 범죄피해자를 구하라》 ... 장민국 역
- 2016년 MBC 《몬스터》 ... 고주태 역
- 2016년 SBS 《딴따라》 ... 김사장 역
- 2016년 SBS 《끝에서 두번째 사랑》 ... 독고봉 역
- 2017년 KBS2 《학교 2017》 ... 라순봉 역
- 2017년 tvN 《화유기》 ... 수보리 조사 역
- 2018년 XtvN 《복수노트 2》 ... 편의점 사장 역
- 2018년 SBS 《미스 마 - 복수의 여신》 ... 조창길 역
- 2018년 네이버TV 《내추럴로맨스》 ... 사무장 역
- 2019년 MBC 《신입사관 구해령》 ... 허삼보 역
- 2020년 MBC 《카이로스》 ... 이승학 역 (특별출연)
- 2020년 OCN 《경이로운 소문》 ... 철중 역
- 2021년 SBS 《펜트하우스 3 》... 오만식 역 (특별출연)
- 2021년 tvN 《배드 앤 크레이지》 ... 곽봉필 역
- 2022년 JTBC 《인사이더》 ... 허상수 역
- 2023년 웹드라마 《방과 후 전쟁활동》 … 대대장 역 (특별출연)
- 2024년 MBC 《원더풀 월드》 ... 한상 역
- 2024년 ENA 《야한(夜限) 사진관》
- 2025년 Disney+ 《트리거》 … 유 형사 역
- 2025년 tvN 《감자연구소》 ... 고구마연구소 부장 역 (특별출연)
- 2025년 JTBC 《굿보이》 … 노덕규 역

### 영화
| 연도   | 영화                  | 역할                     | 수상 및 기타                 |  |
| ------ | --------------------- | ------------------------ | ---------------------------- |  |
| 2001년 | 눈물                  | 용호 역, 연기 지도       |                              |  |
| 2001년 | 신라의 달밤           | 덕섭 역                  |                              |  |
| 2002년 | 아프리카              | 김 반장 역               |                              |  |
| 2002년 | 공공의 적             | 대길 역                  |                              |  |
| 2002년 | 라이터를 켜라         | 만수 역                  | 우정출연                     |  |
| 2002년 | 가문의 영광           | 장석태 역                |                              |  |
| 2002년 | 휘파람 공주           | 상철 역                  |                              |  |
| 2002년 | H                     | 박 형사 역               |                              |  |
| 2003년 | 선생 김봉두           | 학교 소사 춘식 역        |                              |  |
| 2003년 | 첫사랑 사수 궐기대회  | 강철 역                  |                              |  |
| 2003년 | 바람난 가족           | 성지루 역, 우편배달부 역 |                              |  |
| 2003년 | 불어라 봄바람         | 신부 역                  | 우정출연                     |  |
| 2005년 | 간 큰 가족            | 박 상무 역               |                              |  |
| 2006년 | 손님은 왕이다         | 이발사 안창진 역         |                              |  |
| 2007년 | 극락도 살인사건       | 학교소사 한춘배 역       | 대한민국 영화대상 남우조연상 |  |
| 2008년 | 네 번째 시선          | 〈진주는 공부중〉 주연   | 옴니버스 영화                |  |
| 2008년 | 우리 생애 최고의 순간 | 진국 역                  | 특별출연                     |  |
| 2008년 | 잘못된 만남           | 택시기사 신호철 역       |                              |  |
| 2008년 | 과속스캔들            | 동물병원의 이창훈 역     | 특별출연                     |  |
| 2009년 | 시선 1318             | 국어 교사 역             |                              |  |
| 2010년 | 용서는 없다           | 고참 형사 윤종강 역      |                              |  |
| 2010년 | 식객: 김치전쟁        | 여상 역                  | 우정출연                     |  |
| 2010년 | 비밀애                | 민박집 주인 역           | 특별출연                     |  |
| 2010년 | 반가운 살인자         | 택시기사 역              | 우정출연                     |  |
| 2011년 | 아이들...             | 종호 부 역               |                              |  |
| 2011년 | 써니                  | 변호사 역                | 우정출연                     |  |
| 2013년 | 전설의 주먹           | 서강국 역                |                              |  |
| 2014년 | 레드카펫              | 사장 역                  | 특별출연                     |  |
| 2014년 | 빅매치                | 부커 역                  | 특별출연                     |  |
| 2016년 | 고산자, 대동여지도    | 목격자 역                |                              |  |
| 2017년 | 내게 남은 사랑을      | 김봉용 역                |                              |  |
| 2019년 | 귀신의 향기           | 성택 역                  |                              |  |
| 2019년 | 힘을 내요, 미스터 리  | 정권 역                  |                              |  |
| 2019년 | 헛묘                  |                          |                              |  |
| 2022년 | 배니싱:미제사건       | 재영 역                  |                              |  |
| 2022년 | 어웨이크              | 이동혁 역                |                              |  |
| 2024년 | 당신이 잠든 사이      | 조 박사 역               | 우정출연                     |  |

### 예능
- 2011년 KBS2 《1박 2일》 - 명품조연특집
- 2015년 MBC 《미스터리 음악쇼 복면가왕》 - 캐리비안의 해적
- 2016년 MBN 《아재목장》
- 2017년 SBS 《내 생애 단 하나의 기억 - 천국사무소》

### 교양
- 2022년 TV조선 《식객 허영만의 백반기행》

### 광고
- 2001년 한성기업 크레미
- 2002년 소니 컴퓨터 엔터테인먼트 코리아 PLAYSTATION 2 - 아버지와 아들 편
- 2002년 FedEx Express
- 2015년 SK텔레콤 이상하자 제2화 이상한 아침의 나라편 (feat 김응수 (배우))
- 2015년 SK텔레콤 이상하자 제7화 이상한 결심편 (feat 고수)
- 2018년 (주) 한국금연과학 쑥 건향초

## 수상 및 후보
| 연도 | 시상식                  | 부문            | 작품            | 결과 |
| ---- | ----------------------- | --------------- | --------------- | ---- |
| 2003 | 제40회 대종상           | 남우조연상      | 선생 김봉두     | 후보 |
| 2003 | 제24회 청룡영화상       | 남우조연상      | 선생 김봉두     | 후보 |
| 2003 | SBS 연기대상            | 단막특집 연기상 | 앙숙            | 수상 |
| 2007 | 제6회 대한민국 영화대상 | 남우조연상      | 극락도 살인사건 | 수상 |
| 2007 | 제28회 청룡영화상       | 남우조연상      | 극락도 살인사건 | 후보 |